# Laskill
Laskill – osada w Anglii, w hrabstwie North Yorkshire. Leży 40 km na północ od miasta York i 319 km na północ od Londynu.